# Tvärån
Tvärån is een plaats in de gemeente Älvsbyn in het landschap Norrbotten en de provincie Norrbottens län in Zweden. De plaats heeft 108 inwoners (2005) en een oppervlakte van 37 hectare. De plaats ligt aan de rivier Borgforsälven. Er lopen een spoorlijn en een weg langs de plaats. De directe omgeving van Tvärån bestaat voor een deel uit landbouwgrond, maar het grootste deel van het gebied rondom de plaats is naaldbos.
Bestuurscentrum: Älvsbyn
Tätort: Korsträsk · Vidsel · Vistträsk
Småort: Bredsel · Nybyn · Nystrand · Pålsträsk · Tvärån · Övrebyn · Övre Tväråsel
Overig: Arvidsträsk · Granträsk (Älvsbyn)